# Nikołaj Szablikow
Nikołaj Iwanowicz Szablikow (ros. Николай Иванович Шабликов; ur. 19 kwietnia 1923 we wsi Kosztugi, zm. 4 czerwca 1984 w Moskwie) – radziecki wiceadmirał (od 1975), były Honorowy Obywatel Gdyni.

## Życiorys
Szablikow urodził się 19 kwietnia 1923 we wsi Mininska (ob. część wsi Kosztugi). W 1942 został wcielony do wojska. W czasie II wojny światowej walczył we Froncie Karelskim i II Froncie Białoruskim. Brał udział w wyzwoleniu Trójmiasta, został ranny w walkach o Gdynię. W 1945 rozpoczął naukę w Iwanowskiej Szkole Polityczno-Wojskowej, po jej ukończeniu został skierowany do służby w marynarce wojennej – Flocie Czarnomorskiej. W latach 1951–1955 studiował w Wojskowej Akademii Politycznej im. W.I. Lenina. Wysłany do Floty Oceanu Spokojnego, gdzie został zastępcą dowódcy wydziału politycznego. Następnie służył we Flocie Północnej i Flocie Bałtyckiej (jako szef wydziału politycznego). Wtedy też, jako „specjalista radziecki”, współdziałał z Marynarką Wojenną PRL. W 1977 otrzymał tytuł Honorowego Obywatela Gdyni, za to, że pełniąc kierownicze stanowiska w Marynarce Wojennej ZSRR wniósł wielki wkład w pogłębianie przyjaźni polsko-radzieckiej i umacnianie polsko-radzieckiego braterstwa broni na morzu. Wybrany na posła Rady Najwyższej Litewskiej SRR, był także delegatem na XXV Zjazd KPZR w 1976. Zmarł nagle w Moskwie 4 czerwca 1984. Pochowany został na Cmentarzu Kuncewskim w Moskwie. Pozbawiony honorowego obywatelstwa Gdyni w 2004.

## Nagrody i odznaczenia

### Radzieckie
- Order Czerwonego Sztandaru (dwukrotnie[3])
- Order Czerwonej Gwiazdy[3]
- Medal „Za Odwagę” (1944[7][8])
- Medal „Za zasługi bojowe” (1945[9][10])

### Zagraniczne
- Odznaka Braterstwa Broni (Polska, 1971[11])
- Krzyż Kawalerski Orderu Odrodzenia Polski (Polska, 1973[12])
- tytuł Honorowego Obywatela Gdyni (Polska, 1977[2], odebrane w 2004[13])
- honorowa odznaka „Zasłużony Ziemi Gdańskiej” (Polska, 1975[14])
- Medal „30 lat Bułgarskiej Armii Ludowej” (Bułgaria, 1974[15])
- Medal „Za umacnianie Przyjaźni Sił Zbrojnych” II klasy (Czechosłowacja, 1970[16])
- Medal „30. rocznica wyzwolenia Czechosłowacji przez Armię Radziecką” (Czechosłowacja, 1974[15])
- Medal XX-lecia Rewolucyjnych Sił Zbrojnych (Kuba[17])
- Medal „50 lat mongolskiej rewolucji ludowej” (Mongolia, 1971[18])
- Złoty Medal „Braterstwo Broni” (NRD[19])

i wiele innych.